# تشورلو
تشورلو هي مدينة في شمال غرب تركيا وتقع داخل تراقيا الشرقية تحت إدارة محافظة تكيرداغ. حسب تعداد 2011، عدد سكان المدينة هو 226،921 نسمة.

## مدن شقيقة
- عدن، اليمن
- كومانوفو، مقدونيا
- تييس، السنغال
- إبولووا، الكاميرون
- بندر سلام، جزر القمر
- سينوب، تركيا
- مونتغومري، ألاباما، الولايات المتحدة
- غرينفيل، غرينادا
- الأقصر، مصر
- أليرت، نونافوت، كندا

## صور

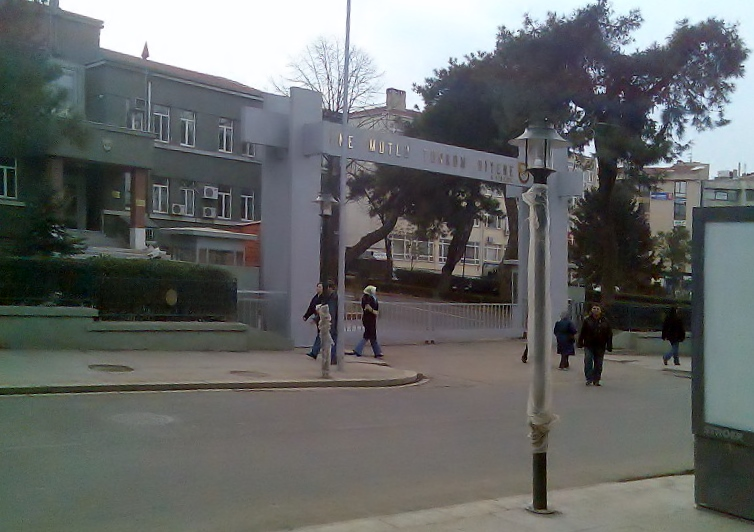
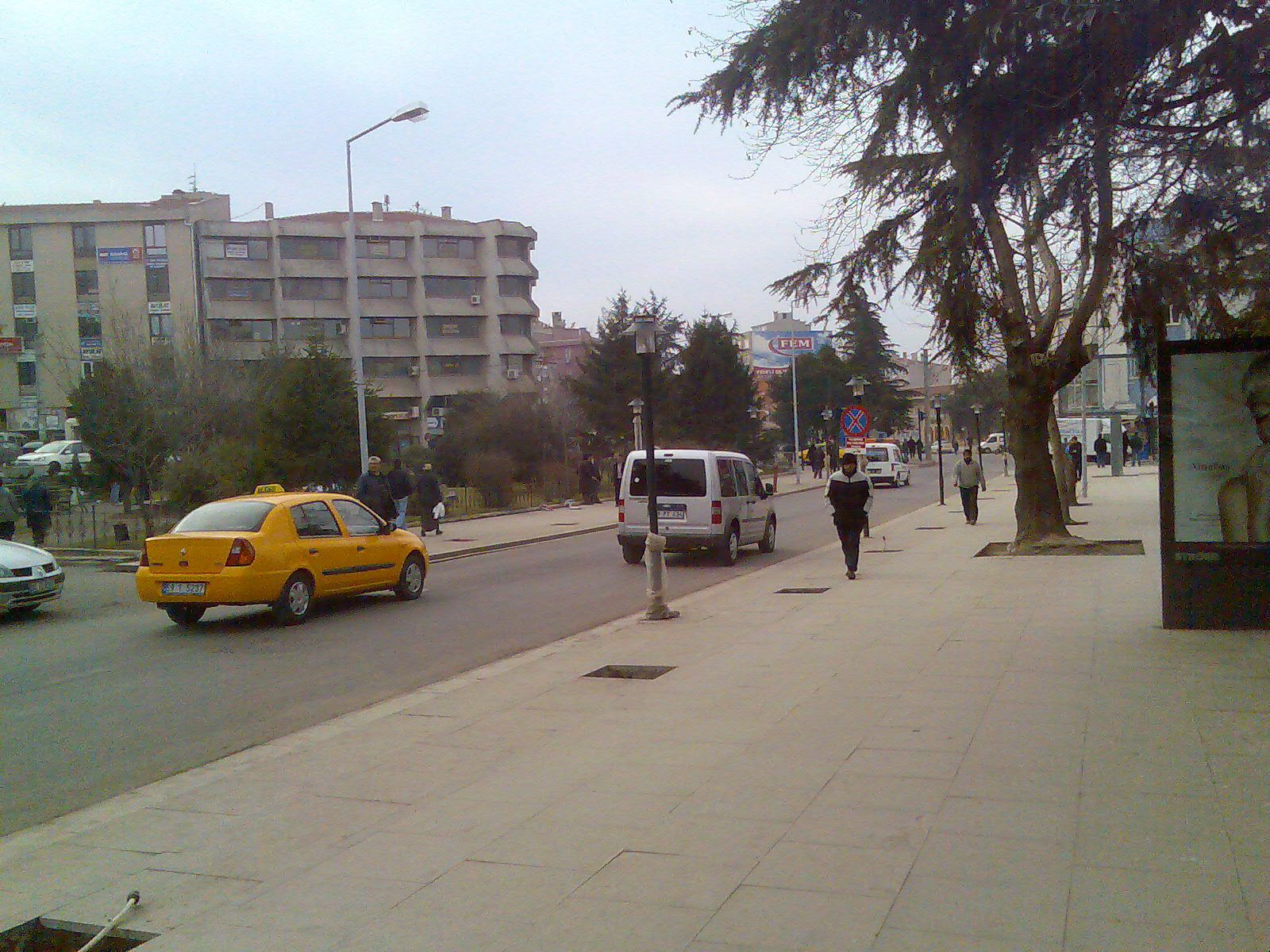

## أعلام
- علي باشا التشورلوي
- سليم الأول
- كمال كورت
- أوريليان